# Élisabeth Grousselle
Élisabeth Grousselle, née le 6 février 1973 à Bourg-la-Reine, est une athlète française, pratiquant le demi-fond.

## Carrière sportive
Élisabeth Grousselle est l'ancienne détentrice du record de France en salle du 800 mètres dans le temps de 2 min 0 s 42, établi le 11 mars 2006 à Moscou. 
Elle gagne le 800 m de Strasbourg en 2006 avant sa selection aux championnats d'Europe de 2006. 
Ce record est battu deux fois par Noélie Yarigo en 2023.

## Palmarès

### Jeux olympiques d'été
- Jeux olympiques de 2004 à Athènes,  Grèce
  - Demi-finale du 800 mètres

### Championnats d'Europe d'athlétisme
- Championnats d'Europe 2006 à Göteborg,  Suède
  - Demi-finale du 800 mètres

### Championnats du monde d'athlétisme en salle
- Championnats du monde en salle 2006 à Moscou,  Russie
  - 4e

### Championnats d'Europe d'athlétisme en salle
- Championnats d'Europe en salle 2002 à Vienne,  Autriche
  -  Médaille de bronze[1]

### Jeux Méditerranéens
- Jeux Méditerranéens 2005 à Almería,  Espagne
- Médaille d'argent du 800 mètres

### National
- Championnats de France d'athlétisme
  - Championne de France espoirs en 1994 sur le 800 mètres
  - championne de France élite en 2000 et 2002 sur le 800 mètres